# Paul Pesthy
Paul Karoly Pesthy (Budapest, 25 de marzo de 1938-San Antonio, 28 de octubre de 2008) fue un deportista estadounidense de origen húngaro que compitió en esgrima y pentatlón moderno.
Participó en tres Juegos Olímpicos de Verano, obteniendo una medalla de plata en pentatlón moderno en Tokio 1964. Ganó dos medallas de bronce en el Campeonato Mundial de Pentatlón Moderno en los años 1962 y 1963.
En esgrima obtuvo una medalla de oro en el Campeonato Mundial de 1951.

## Palmarés internacional
| Representando a Hungría |                    |                |                   |
| Campeonato Mundial      |                    |                |                   |
| Año                     | Lugar              | Medalla        | Prueba            |
| 1951                    | Estocolmo (Suecia) | Medalla de oro | Sable por equipos |

| Representando a Estados Unidos |                           |                   |        |
| Juegos Olímpicos               |                           |                   |        |
| Año                            | Lugar                     | Medalla           | Prueba |
| 1964                           | Tokio (Japón)             | Medalla de plata  | Equipo |
| Campeonato Mundial             |                           |                   |        |
| Año                            | Lugar                     | Medalla           | Prueba |
| 1962                           | Ciudad de México (México) | Medalla de bronce | Equipo |
| 1963                           | Magglingen (Suiza)        | Medalla de bronce | Equipo |